# Barra de Guabiraba
Barra de Guabiraba este un oraș în Pernambuco (PE), Brazilia.